# شين هيون جون
شين هيون جون هو ممثل كوري جنوبي ولد في 28 أكتوبر 1968.